# Brennprobe
Die Brennprobe ist eine Schnellmethode zur Identifizierung von Faserstoffen und anderen Werkstoffen, speziell Kunststoffen. Sie dient zur Unterscheidung einmal der großen Rohstoffgattungen, zum anderen der verschiedenen synthetischen Faserstoffe untereinander. Für Gespinste aus unterschiedlichen Faserstoffen ist sie wenig geeignet. Dazu müssten die unterschiedlichen Fasern aus dem Verbund herausgelöst werden und einzeln geprüft werden.
Die Brennprobe ist eine Vorprobe. Zur exakten Bestimmung des Rohstoffes müssen weitere instrumentelle Methoden eingesetzt werden, wie z. B. mikroskopisch beobachtete Quell- und Lösungsreaktionen oder Differenz-Thermoanalyse (Bestimmung der Glas-, Kristallisations-, Schmelz- und Zersetzungstemperaturen) oder die IR-Spektroskopie.
Da die Präparationen oder Ausrüstungen die Charakterisierung der Fasern beeinflussen, sollten diese entfernt werden, wie z. B. mittels Extrahieren mit Dichlormethan oder Waschen.

## Durchführung
Ein Schnipsel, Span oder Faden des zu prüfenden Werkstoffes wird an einer Feuerzeug- oder Gasflamme entzündet. Das Verhalten und Aussehen der Flamme, des Rauches/Rußes, der Geruch des Verbrennungs-Abgases und die Brandrückstände werden betrachtet.
Die Brennprobe gehört mithin zu den zerstörenden Werkstoffprüfungen.
Die folgende Tabelle gibt einen Überblick über charakteristische Merkmale brennender Kunststoffe bzw. Fasern:
| Kunststoff/Faser                       | Flamme                                             | Brandgeruch                                                            | Brennbarkeit                                                                   | Brennrückstand                                                       |
| -------------------------------------- | -------------------------------------------------- | ---------------------------------------------------------------------- | ------------------------------------------------------------------------------ | -------------------------------------------------------------------- |
| Baumwolle                              | helle Flamme                                       | milde, nach verbranntem Papier                                         | verbrennt rasch, glüht nach, Glut lässt sich durch sorgsames Blasen entflammen | wenig weißliche, leichte, fein verreibbare Asche                     |
| Zellwolle, Viskose                     | wie Baumwolle, helle Flamme                        | milde, nach verbranntem Papier                                         | verbrennt rasch                                                                | wenig weißliche, leichte, fein verreibbare Asche                     |
| Wolle                                  | gelblichweiße Flamme, aber rasch und wenig         | nach verbranntem Haar                                                  | äußerst rasch, insbesondere bei lockeren Fasern, die Flamme verlöscht leicht   | blasiger, kohleartig bröckeliger, leicht zerreibbarer Ascherückstand |
| Seide                                  | wie Wolle                                          | wie Wolle, nach verbranntem Haar                                       | wie Wolle                                                                      | wie Wolle                                                            |
| Polyethylen (PE)                       | leuchtend, im Inneren bläulich                     | wie Kerzenwachs                                                        | brennbar                                                                       | praktisch keine Rückstände, schmilzt, ggf. leichte Rußspuren         |
| Polyacrylnitril (in ABS enthalten)     | –                                                  | nach Blausäure                                                         | schmelzend, dann brennend, Rußentwicklung                                      | harte, schwarze Schmelzperle                                         |
| Polymethylmethacrylat (PMMA)           | verbrennt knisternd, mit gelblicher Flamme         | süßlichem Geruch                                                       | schmelzend, dann brennend                                                      | tropfend und ohne Rückstände                                         |
| Polycarbonate (PC)                     | brennt rußend mit leuchtender Flamme               | phenolartig                                                            | schmelzend, tropfend, erlischt nach Entfernen der Zündquelle                   | tropfend und ohne Rückstände                                         |
| Polyamid (PA, „Nylon“)                 | blaue Flamme mit gelblichem Rand, nicht rußend     | wie Horn oder Wolle                                                    | schmelzend, dann brennend, schäumt und bildet braunschwarze Ränder             | glasige, gelbe bis dunkle fadenziehende Schmelzperle                 |
| Polyester                              | –                                                  | unbestimmt aromatisch                                                  | schmelzend, dann brennend                                                      | harte Schmelzperle                                                   |
| Polypropylen (PP)                      | leuchtend                                          | harzartig                                                              | brennbar                                                                       |                                                                      |
| Polysiloxan (..MQ)                     | keine bzw. wie Zündflamme                          | unbestimmt                                                             | nicht brennbar, ggf. glühend                                                   | schneeweiß, leicht zerfallend                                        |
| Polystyrol (PS)                        | leuchtend, rußend                                  | süßlich                                                                | brennbar                                                                       | kohleartig, leicht zerreibbar                                        |
| Polytetrafluorethylen (PTFE, „Teflon“) | verglüht bei großer Hitze                          | stechend                                                               | nicht brennbar                                                                 |                                                                      |
| Polyvinylchlorid (PVC)                 | grünlicher Flammenrand                             | stechend; Freisetzung von Salzsäure (HCl), Dioxin und Furane entstehen | schwer entzündlich                                                             | verkohlt                                                             |
| Polyurethan (PUR, PU)                  | leuchtend                                          | stechend                                                               | tropft und schäumt beim Brennen                                                |                                                                      |
| Phenoplaste                            | rußend                                             | stechend (Phenol, Formaldehyd)                                         | schwer entzündlich                                                             |                                                                      |
| Kupferfaser                            | keine eigene Flamme; färbt die Flamme grünlichblau | kein Geruch                                                            | nicht merklich brennbar; die Fasern werden rotglühend und perlen dann zusammen | –                                                                    |
| Glasfaser                              | keine eigene Flamme                                | kein Geruch                                                            | unbrennbar; die Fasern werden rotglühend und perlen dann zusammen              | –                                                                    |